# John Hastings (1er baron Hastings)
Pour les articles homonymes, voir John Hastings.
John Hastings est un baron anglais né le 6 mai 1262 et mort le 28 février 1313.

## Biographie
Fils de Henry de Hastings et de Jeanne de Cantiloupe, il hérite du titre de baron Abergavenny à la mort de son oncle maternel Georges de Cantiloupe, en 1273. Bien que son père ait été titré baron Hastings par Simon de Montfort en 1263, John semble avoir été le premier à être reconnu comme tel par la couronne, lorsqu'il est convoqué au Parlement modèle de 1295 sous ce titre.
Hastings participe aux guerres du roi Édouard Ier en Aquitaine, en Irlande et en Écosse.
Le 21 février 1289, en tant que sénéchal de Gascogne, il signe au nom d'Édouard Ier un contrat de paréage avec les moines de l'abbaye d'Arthous marquant la fondation de la bastide d'Hastingues, qui lui doit son nom.
En 1290, il fait partie des prétendants au trône écossais : par sa grand-mère paternelle Ada, il descend en effet du roi David Ier, au même titre que Jean Balliol et Robert Bruce. Contrairement à ces derniers, il ne considère pas l'Écosse comme un royaume indépendant, mais comme un simple fief du royaume d'Angleterre, qui peut donc être divisé entre les différents héritiers. En fin de compte, c'est Jean Balliol qui devient roi.